# Kazacze-Malowanyj
Kazacze-Malowanyj (ros. Казаче-Малёваный) – chutor w Rosji, w Kraju Krasnodarskim, w rejonie korienowskim. W 2010 liczył 623 mieszkańców.